# Лотарь Хромой
Ло́тарь Хромо́й (фр. Lothaire le Boiteux; около 850—14 декабря 865, Осер) — церковный деятель Западно-Франкского королевства, аббат монастырей Сен-Жан-де-Реом в Мутье-Сен-Жане (861—865) и Сен-Жермен в Осере (863—865), представитель династии Каролингов.

## Биография
Лотарь был самым младшим сыном правителя западных франков Карла II Лысого и его первой супруги, королевы Ирментруды Орлеанской. С самого рождения хромой, он был из-за этого увечья ещё ребёнком отдан родителями на воспитание в один из монастырей королевства. В 861 году, по желанию отца, Лотарь был посвящён в монашеский сан в аббатстве Сен-Жан-де-Реом и в этом же году получил место здешнего настоятеля, ставшее вакантным после смерти аббата Христиана II. 22 февраля 863 года Лотарь получил от короля Карла II также и должность настоятеля одной из крупнейших обителей королевства, монастыря Сен-Жермен в Осере, сменив здесь попавшего в опалу Гуго Аббата.
Современник Лотаря, монах и агиограф Гейрик, очень высоко отзывался о личных качествах своего настоятеля. Он писал, что, несмотря на юный возраст, Лотарь, «главное украшение обители», был очень сведущ в науках, и что именно по его предложению Гейрик начал писать стихотворное житие святого Германа Осерского. Благодаря Лотарю, аббатство Сен-Жермен получило несколько крупных пожертвований от короля Карла II Лысого, последнее из которых монарх дал по просьбе уже умирающего сына.
Лотарь скончался после тяжёлой болезни 14 декабря 865 года. Новым аббатом Сен-Жан-де-Реома стал Гинкмар, а монастырь Сен-Жермен получил Карломан, старший брат Лотаря.